# Jan van Breda Kolff
Jan Gualtherus van Breda Kolff (Medã, 18 de janeiro de 1894 - 6 de fevereiro de 1976) foi um futebolista neerlandês, medalhista olímpico.
Jan van Breda Kolff competiu nos Jogos Olímpicos de Verão de 1912 em Estocolmo. Ele ganhou a medalha de bronze.